# Ante dell'organo della chiesa di San Giovanni Evangelista
Le ante dell'organo della chiesa di San Giovanni Evangelista (Commiato di san Giovanni Battista dai genitori, Predica di san Giovanni Battista al Giordano, San Giovanni Evangelista, San Giovanni Battista) sono quattro dipinti a tempera su tela (443 × 231 cm) del Moretto, databili al 1535 circa e conservati nella chiesa di San Giovanni Evangelista a Brescia, sulle pareti del presbiterio.

## Storia
Le quattro tele, montate su un telaio ligneo perduto, costituivano le ante dell'organo della chiesa, con le Storie di san Giovanni Battista all'interno, visibili ad ante aperte, e i due San Giovanni Battista e San Giovanni Evangelista all'esterno, visibili ad ante chiuse.
L'unica fonte storica che le segnala al loro posto è Bernardino Faino, alla metà del Seicento, il quale, parlando appunto dell'organo della chiesa, ne loda le ante "di dentro et di fori di manno del Moretto". Già Francesco Paglia, alla fine del secolo, le descrive smontate e appese alle pareti del presbiterio, per le quali ipotizza che i due santi Giovanni fossero in origine le ante della pala dell'altare maggiore, pure del Moretto. Dal Paglia in poi, le tele saranno sempre descritte nella medesima posizione, che conservano ancora oggi.

## Descrizione
Le due ante con le Storie raffigurano il Commiato di san Giovanni Battista dai genitori e la Predica di san Giovanni Battista al Giordano, entrambe concepite con la figurazione concentrata nella metà inferiore della tela e il resto trattato a profondo paesaggio. Nel Commiato, il paesaggio è mediato da una grande architettura ad arco, rappresentata solo parzialmente, alle spalle dei personaggi.
Le due tele esterne presentano invece le sole figure di San Giovanni Evangelista e San Giovanni Battista, entrambi racchiusi in una piccola e alta abside coperta da semi cupola. I due santi, vestiti con ampie tuniche, sono entrambi seduti e sbordano in più punti dal rigido riquadro architettonico, mentre in sommità, dipinto metà su una tela e metà sull'altra, si trova l'Agnus Dei entro aureola circolare.

## Stile

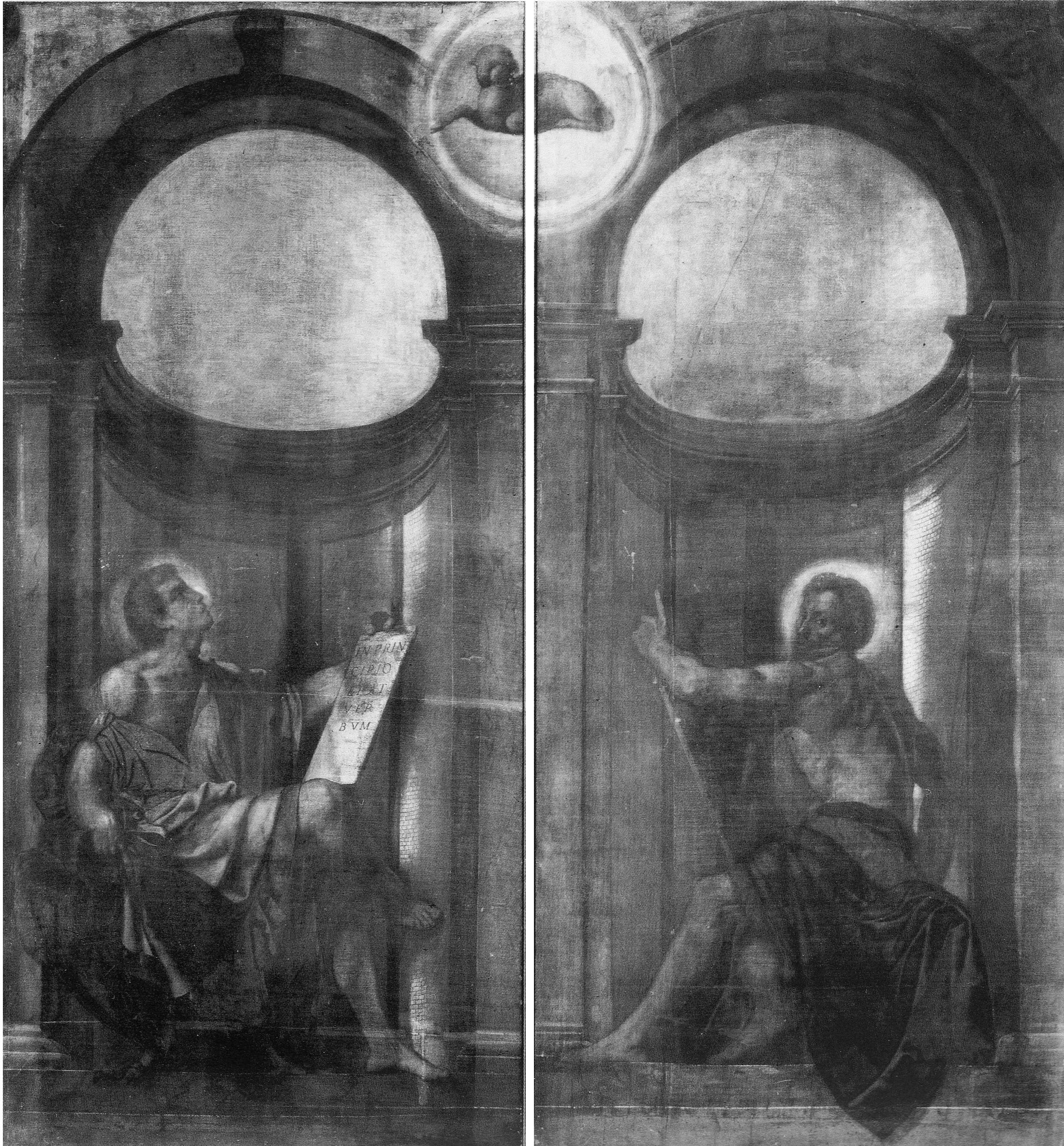
San Giovanni Evangelista e San Giovanni Battista

La letteratura artistica locale, a partire dai già citati Faino e Paglia ma ancora con Giulio Antonio Averoldi nel 1700, si trova d'accordo a lodare l'alta qualità di tutti e quattro i dipinti.
Considerazione minore è invece riservata dalla critica ottocentesca, che si limita a brevi segnalazioni, in rapporto soprattutto al cattivo stato di conservazione. Joseph Archer Crowe e Giovanni Battista Cavalcaselle, nel 1871, collocano saggiamente l'esecuzione dei dipinti nell'età matura del Moretto, intravedendone la grandiosità e la maestria nella resa generale delle scene. Pietro da Ponte, nel 1898, segnala addirittura solamente le due Storie, lamentandone le cadute di colore che le rendono quasi illeggibili, ritenendo comunque il Commiato di qualità superiore alla Predica.
Spetta a Camillo Boselli, prima nella scheda del 1946 per la mostra "Pitture in Brescia dal Duecento all'Ottocento", poi in un successivo intervento del 1948, un'appassionata rivalutazione delle opere, preceduto di poco da Antonio Morassi nel 1939, che le ritiene "nobili pitture". Circa le Storie, nel 1946 il Boselli scrive che si tratta di "bellissime opere del Bonvicino della sua piena maturità e fra le sue composizioni meno disarticolate. E questo appare, più che nella scena del Commiato, in quella della Predica, dove tutta la composizione è ritmata sul tempo musicale di quei volumi cilindrici leggiadramente affustellati del Santo e delle piante che scandono dolcemente il cielo dando alla scena un tono bonario di discussione amicale. Non si è ancora giunti al profeta lottatore della Fede, dai muscoli aggettati e dai nervi tesi nello sforzo di far trionfare la verità come a San Cristo [in riferimento alle ante dell'organo della chiesa di San Pietro in Oliveto], ma la via è già stata imboccata ed è una via maestra".
Nei due San Giovanni esterni, invece, nota che "una ricchezza di colori quali raramente si trova nel Moretto dà a tutta la tela dell'assorto Evangelista quel manto rosso ciliegia che penetra come duttilissima lingua di fiamma in ogni incavo, avvampando ed incendiando ogni cosa con cui venga a contatto. [...] Sembra quasi che il Moretto ormai libero da pastoie tecniche (qui si è già oltre il 1535, più vicini cioè alle ante di San Cristo che non alla tela di Auro) abbia voluto abbandonarsi a tradurre in vernacolo bresciano le calde stesure cromatiche dei veneti. E ad un veneto ci riportano senz'altro certe tendenze "formali" che si notano in queste tele come nelle citate opere di Auro e San Cristo; intendo al Pordenone. Il piacere con cui l'artista fa uscire piedi ed artigli, saldamente poggianti, dalla cornice marmorea o vi lascia scivolare il lento cadere di un manto, ricorda subito alla mente certi raggiungimenti cari al focoso e sbrigliato friulano ed al suo traduttore in terra bresciana, al Romanino cui ci richiama anche il rosso del manto di San Giovanni: al medesimo santo nella Cappella del Santissimo Sacramento".
È di nuovo il Boselli, nel 1948, ad affrontare, con più rigore di quanto avesse fatto il Morassi nel 1939, il problema della datazione dei dipinti, collocandoli al 1535 per il fatto di vedervi la conclusione di un percorso stilistico, nell'arte del Moretto, iniziato con la Strage degli innocenti, proseguito col già citato Sant'Antonio Abate di Auro e concluso "purificato" alle grandi tempere con le Storie di Simon Mago per la chiesa di San Pietro in Oliveto, anche queste prima citate.
Valerio Guazzoni, nel 1981, mette in evidenza il "familiare registro di affetti" che si concilia con "un'inedita monumentalità, ricercata attraverso l'abbassamento del punto di vista, un diverso rapporto fra architettura e figure e una maggiore imponenza delle figure stesse". In parallelo col generale aggiornamento manieristico del nord Italia e in adesione ai mutamenti in atto nel clima religioso alle porte della Controriforma, il Moretto "comprende per tempo il nuovo corso assai più rigido e si sforza di corrispondervi, imprimendo alle proprie opere accresciuta gravità e sostenutezza".